# Académie malgache
Die Académie malgache (Académie nationale des arts, des sciences et des lettres de Madagascar, Malagasy Akademiam-Pirenena Malagasy dt.: „Nationale Akademie der Künste, Wissenschaften und Literatur Madagaskars“) ist eine öffentliche Einrichtung und madagassische Gelehrtengesellschaft, deren Aufgabe es ist, madagassische Linguistik, Ethnologie und Soziologie, aber auch literarische, künstlerische, historische und wissenschaftliche Fragen zu Madagaskar zu studieren.

## Geschichte

### Bis zur Unabhängigkeit
Die Gesellschaft wurde am 23. Januar 1902 von General Joseph Galliéni gegründet, dem ersten Generalgouverneur von Madagaskar. Ihre Veröffentlichungen sind das Bulletin de l’Académie Malgache und die Mémoires de l’Académie Malgache
Galliéni definierte die Ziele der Akademie als „das eingehende, methodische und begründete Studium der madagassischen Linguistik, Ethnologie und Soziologie“ («l’étude approfondie, méthodique et raisonnée de la linguistique, de l’ethnologie et de la sociologie malgache»). Das Gründungsdekret ernannte 12 Mitglieder, darunter zwei Madagassen, Rahesihanaka und Rasanjy (Generalsekretär der madagassischen Regierung während der Eroberung der Insel, die für die Generalregierung verantwortlich waren), einen Engländer, Pastor Baron, von der London Missionary Society, Pastor Jakobsen, von der Norwegischen Mission. Die sieben anderen Mitglieder waren Franzosen: die Patres Callet und Malzac, Pastor Vernier, Doktor Villette, der Architekt Jully, die Administratoren Berthier und Julien.
Während der dritten Sitzung fanden die Treffen in Tranovola statt, der ehemaligen Residenz von Radama I. in Rova, auf dem Hügel mit Blick über Antananarivo.
Ein Erlass vom 23. Juni 1902 weist der Akademie die Aufgabe zu, ein Aufbewahrungsort für „Dokumente und Objekte von archäologischem Interesse“ zu sein (être dépositaire «des documents et objets présentant un intérêt archéologique»). Eine weitere Beauftragung, vom 15. März 1902, erweitert den Wirkungsbereich der Madagassischen Akademie auf „alle historischen, literarischen und wissenschaftlichen Fragen rund um die Große Insel“ («toutes les questions historiques, littéraires et scientifiques couvrant la Grande Île»).
1907 starb der Jully, der erste Präsident der Akademie. Doktor Maurice Fontoynont übernahm diese Rolle von 1907 bis 1948. Professor Jacques Millot übernahm die Präsidentschaft von 1948 bis 1958.

### Seit der Unabhängigkeit
Paul Radaody Ralarosy, folgte auf Millot. Er war Präsident der Académie von 1958 bis 1973. Er war verantwortlich für die Umsetzung der Reform der Akademie gemäß (Dekret, 16. Januar 1969). Césaire Rabenoro wurde 1973 Präsident und organisierte die Veranstaltungen zum 75-jährigen Jubiläum der Akademie. Drei internationale Konferenzen wurden in Antananarivo von 5 bis 12. September 1977 organisiert.
Die Konferenz von Historikern und Juristen brachte viele Persönlichkeiten der Wissenschaft zusammen; unter anderem Manassé Esoavelo-Mandroso, Michel Mollat, Jean Poirier, Françoise Raison-Jourde, André Haudricourt, Jacques Faublée, Louis Molet.
Die Linguistik-Konferenz und die Konferenz für Heilpflanzen und Krebstherapie (colloque consacré aux plantes médicinales et à la thérapie du cancer) wurde von den Professoren Jean-Martin Razafintsalama, Pierre Boiteau und Suzanne Rakoto-Ratsimamanga ausgerichtet. Im Jahr 1977 hatte die Akademie 138 ortsansässige Mitglieder und 40 ausländische Mitglieder.
Die Hundertjahrfeier (colloque du Centenaire), die in einem komplizierten politischen Kontext von Interimspräsident Gabriel Ramalanjaona nach dem Tod von Césaire Rabenoro organisiert wurde, konzentrierte sich auf Fragen der öffentlichen Gesundheit und insbesondere ansteckende Krankheiten wie Pest, Tollwut, Malaria und neue Krankheiten wie Cholera und AIDS.
Die folgenden Präsidenten waren der Wirtschaftswissenschaftler Rajaona Andriamananjara (von 2002 bis 2016) und der Richter Raymond Ranjeva (seit 2017).
Das 110-jährige Jubiläum stand im Jahr 2012 im Zeichen verschiedener wissenschaftlicher Veranstaltungen und Veranstaltungen für die breite Öffentlichkeit.